# 南万騎が原駅
南万騎が原駅（みなみまきがはらえき）は、神奈川県横浜市旭区柏町にある、相模鉄道相鉄いずみ野線の駅である。駅番号はSO31。

## 歴史
- 1976年（昭和51年）4月8日：開業。
- 1999年（平成11年）2月27日：快速の運転が開始され、停車駅となる[1]。
- 2000年（平成12年）
  - 3月：エレベーターが設置される[2]。
  - 8月：駅舎の改修工事に着手[2]。
- 2001年（平成13年）2月18日：新駅舎の供用開始[2]。
- 2014年（平成26年）4月27日 - ダイヤ改正により特急が運用開始。当駅は通過駅となる。
- 2015年（平成27年）：駅前広場が再整備された。
- 2019年（令和元年）
  - 年度内：駅改良工事（トイレや窓口カウンター、店舗、事務所などの改修）を実施。
  - 11月30日：JR線との相互直通運転開始に伴うダイヤ改正で新たに通勤急行の運転が開始され停車駅となる。同時に導入された通勤特急は通過駅となる。
- 2022年（令和4年）12月25日：ホームドアの使用を開始[3]。

### 駅名の由来
駅近くにある古戦場から。万騎が原一帯は平安時代には「牧が原」と呼ばれていたが、この付近で畠山重忠が戦って敗れた北条氏の一万騎兵に因み現在の漢字が当てられたとされる。二俣川駅南口から南方方向に進んだ所にある県営万騎が原団地一角には、1892年（明治25年）に建立された「畠山重忠公遺烈碑」がある。
なお、当駅の計画時における仮称は「万騎が原」であった。また当駅の東側において万騎が原という町名はあるものの、「南万騎が原」という地名は存在せず、駅があるのも柏町である。

## 駅構造
掘割の中に相対式ホーム2面2線を有する。ホームは10両編成に対応しており、湘南台駅方は万騎が原トンネル坑口となっている。二俣川駅方面では東海道新幹線が立体交差している。
駅舎は橋上駅舎である。この駅舎は2000年から2001年にかけて改修工事が行われ、ホームとの間にはエスカレーターとエレベーターが設置されたほか、同時に改札内には多機能トイレが設置されてバリアフリーに対応した。

### のりば
| 番線 | 路線           | 方向 | 行先                                             |
| ---- | -------------- | ---- | ------------------------------------------------ |
| 1    | 相鉄いずみ野線 | 下り | 湘南台方面                                       |
| 2    | 相鉄いずみ野線 | 上り | 横浜・海老名（二俣川のりかえ）・羽沢横浜国大方面 |

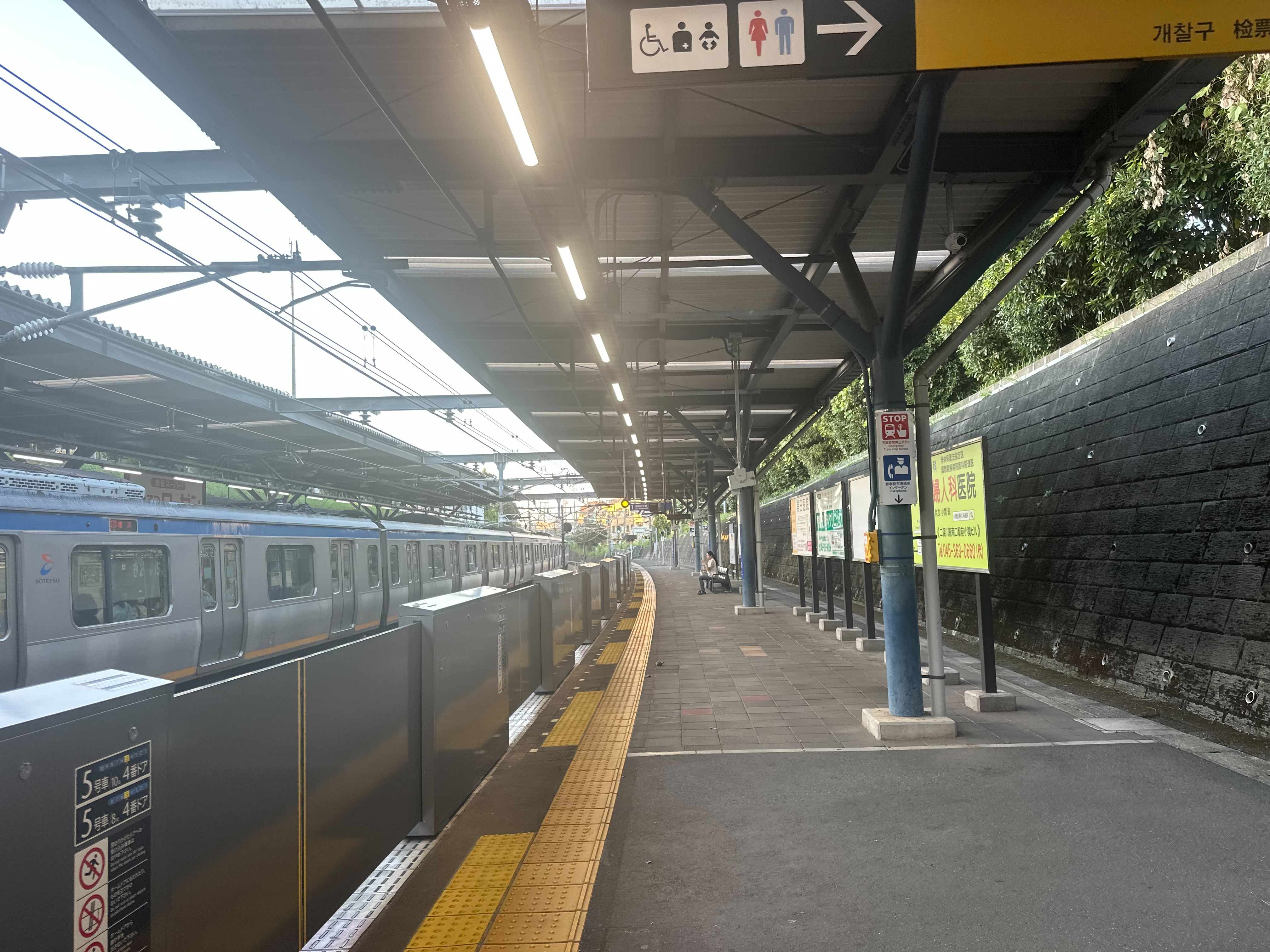
プラットホーム（2023年9月）
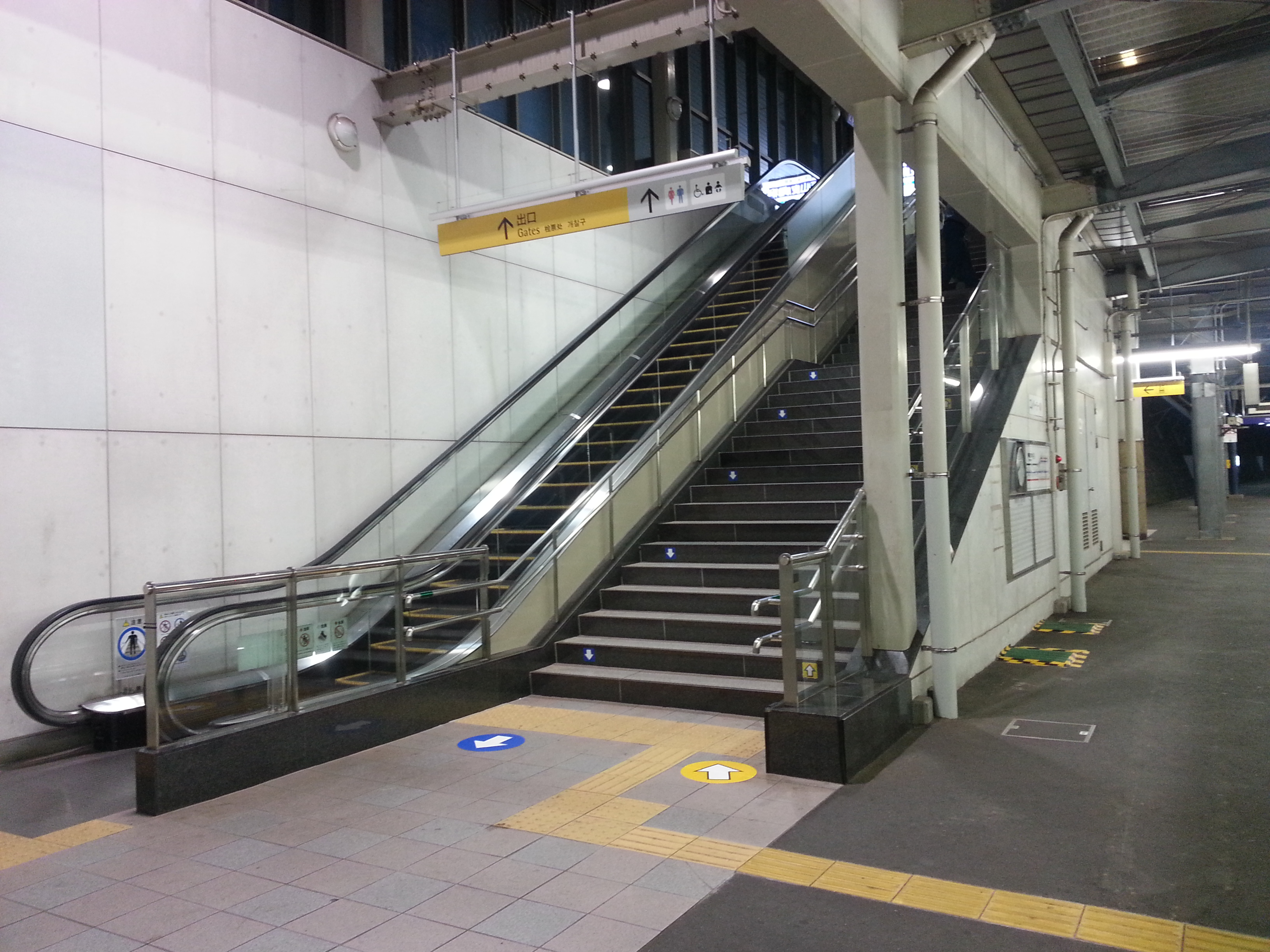
ホーム階段（2013年9月）
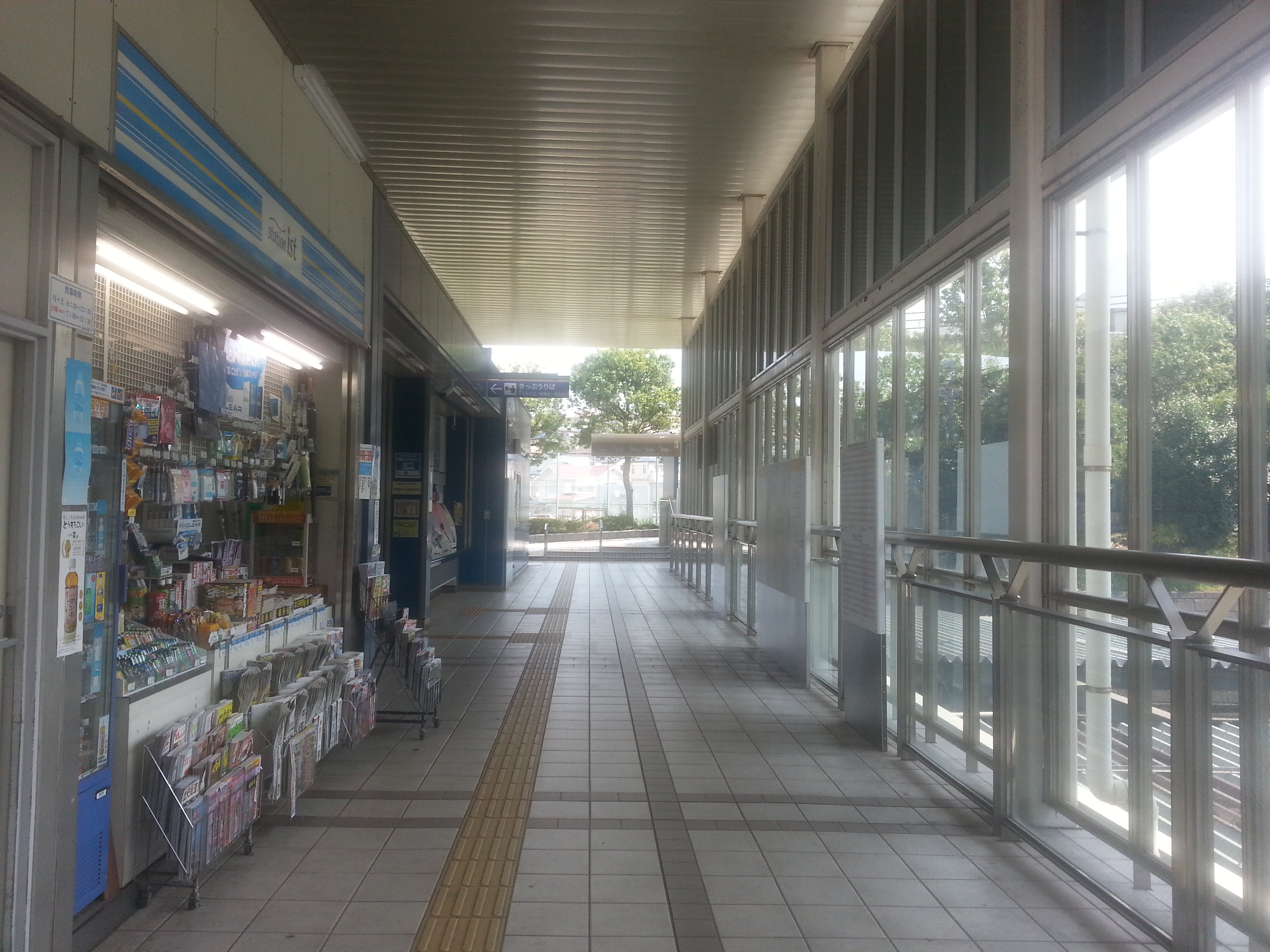
改札外の東西通路（2013年9月）

## 利用状況
2024年度の1日平均乗降人員は10,416人である。相鉄線全27駅中第25位で、ゆめが丘駅・平沼橋駅に次いで少ない。
近年の1日平均乗降・乗車人員推移は下記の通り。
| 年度               | 1日平均 乗降人員 | 1日平均 乗車人員 | 出典                |
| ------------------ | ---------------- | ---------------- | ------------------- |
| 1980年（昭和55年） |                  | 1,912            | [ 横浜市統計書 1 ]  |
| 1981年（昭和56年） |                  | 2,551            | [ 横浜市統計書 1 ]  |
| 1982年（昭和57年） |                  | 2,649            | [ 横浜市統計書 1 ]  |
| 1983年（昭和58年） |                  | 2,986            | [ 横浜市統計書 1 ]  |
| 1984年（昭和59年） |                  | 3,321            | [ 横浜市統計書 1 ]  |
| 1985年（昭和60年） |                  | 3,195            | [ 横浜市統計書 1 ]  |
| 1986年（昭和61年） |                  | 3,444            | [ 横浜市統計書 1 ]  |
| 1987年（昭和62年） |                  | 3,645            | [ 横浜市統計書 1 ]  |
| 1988年（昭和63年） |                  | 4,044            | [ 横浜市統計書 1 ]  |
| 1989年（平成元年） |                  | 4,236            | [ 横浜市統計書 1 ]  |
| 1990年（平成02年） |                  | 4,501            | [ 横浜市統計書 1 ]  |
| 1991年（平成03年） |                  | 4,691            | [ 横浜市統計書 1 ]  |
| 1992年（平成04年） |                  | 4,995            | [ 横浜市統計書 1 ]  |
| 1993年（平成05年） |                  | 5,049            | [ 横浜市統計書 1 ]  |
| 1994年（平成06年） |                  | 5,132            | [ 横浜市統計書 1 ]  |
| 1995年（平成07年） |                  | 5,191            | [ 横浜市統計書 1 ]  |
| 1996年（平成08年） |                  | 5,159            | [ 横浜市統計書 1 ]  |
| 1997年（平成09年） |                  | 5,022            | [ 横浜市統計書 1 ]  |
| 1998年（平成10年） |                  | 5,070            | [ 横浜市統計書 1 ]  |
| 1999年（平成11年） | 10,031           | 5,097            | [ 神奈川県統計 1 ]  |
| 2000年（平成12年） | 9,978            | 5,079            | [ 神奈川県統計 1 ]  |
| 2001年（平成13年） | 10,104           | 5,161            | [ 神奈川県統計 2 ]  |
| 2002年（平成14年） | 10,167           | 5,162            | [ 神奈川県統計 3 ]  |
| 2003年（平成15年） | 10,339           | 5,252            | [ 神奈川県統計 4 ]  |
| 2004年（平成16年） | 10,395           | 5,283            | [ 神奈川県統計 5 ]  |
| 2005年（平成17年） | 10,529           | 5,364            | [ 神奈川県統計 6 ]  |
| 2006年（平成18年） | 10,482           | 5,337            | [ 神奈川県統計 7 ]  |
| 2007年（平成19年） | 10,520           | 5,356            | [ 神奈川県統計 8 ]  |
| 2008年（平成20年） | 10,827           | 5,509            | [ 神奈川県統計 9 ]  |
| 2009年（平成21年） | 11,146           | 5,671            | [ 神奈川県統計 10 ] |
| 2010年（平成22年） | 11,168           | 5,672            | [ 神奈川県統計 11 ] |
| 2011年（平成23年） | 10,845           | 5,495            | [ 神奈川県統計 12 ] |
| 2012年（平成24年） | 10,801           | 5,473            | [ 神奈川県統計 13 ] |
| 2013年（平成25年） | 10,908           | 5,537            | [ 神奈川県統計 14 ] |
| 2014年（平成26年） | 10,757           | 5,429            | [ 神奈川県統計 15 ] |
| 2015年（平成27年） | 10,841           | 5,479            | [ 神奈川県統計 16 ] |
| 2016年（平成28年） | 11,081           | 5,590            | [ 神奈川県統計 17 ] |
| 2017年（平成29年） | 11,381           | 5,730            | [ 神奈川県統計 18 ] |
| 2018年（平成30年） | 11,561           | 5,835            | [ 神奈川県統計 19 ] |
| 2019年（令和元年） | 11,731           | 5,939            | [ 神奈川県統計 20 ] |
| 2020年（令和02年） | 9,042            | 4,570            | [ 神奈川県統計 21 ] |
| 2021年（令和03年） | 9,268            | 4,685            | [ 神奈川県統計 22 ] |
| 2022年（令和04年） | 9,854            | 4,969            | [ 神奈川県統計 23 ] |
| 2023年（令和05年） | 10,250           |                  |                     |
| 2024年（令和06年） | 10,416           |                  |                     |

## 駅周辺

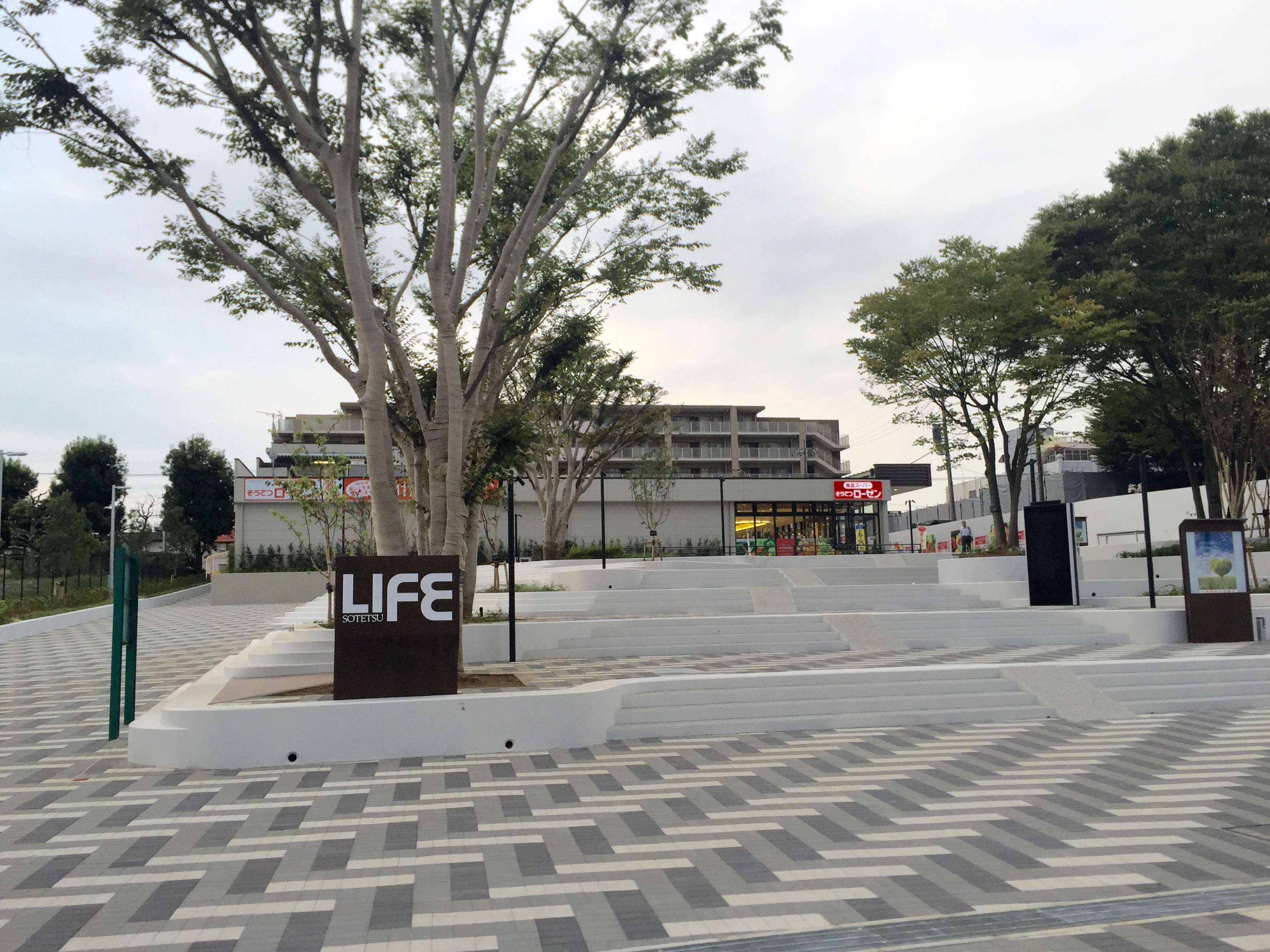
新たに整備された駅前広場（みなまき みんなのひろば）
（2015年9月）

相鉄いずみ野線沿線全般に見られるようにニュータウンであり、駅の開発とともに開発が進んで住宅地が広がっている。当駅は既存の二俣川駅や希望ヶ丘駅にも比較的近いことで開発が進みやすかったほか、隣駅の緑園都市駅周辺のブランド価値を高めたいこともあるのか、大規模な団地は造成されておらず、一戸建てと小規模なマンションで構成されている。
駅の東側には「こども自然公園」（通称：大池公園）があり、市民の憩いの場となっている。
また駅付近の西側には雑木林が広がっており、その北側は柏遊水池となっている。この雑木林は周囲を柵で覆われ長年立ち入りができない状態であったが、2015年には整備を行い、南側の散策エリアと北側の自然保護エリアからなる「柏町市民の森」として開園した。なお、雑木林脇（鳥居付近）にかつてあった沼（宅地の新規造成により現在は消滅）は周辺の住宅地造成以降に出現したものである。
駅の南西、池の谷地区には横浜市の最終処分場の一つである「神明台処分地」があり、駅開業前の1973年10月から2011年3月まで約38年間埋め立てが行われていた。敷地の一部はグラウンド（神明台スポーツ施設）として市民に開放されている。

### 駅周辺再開発
相鉄いずみ野線沿線は「環境未来都市」における横浜市のモデル地区にも指定されており、また相鉄グループでは同沿線を「ガーデンシティゾーン」とし地域活性化（沿線価値向上）に努めている。その一環として、同グループの成長戦略ロードマップ「Vision 100」でも掲げられている「いずみ野線沿線駅前街区リノベーション計画」が進められており、いずみ野駅周辺の再開発（相鉄ライフ いずみ野）に続く第二弾として当駅周辺の再開発（南万騎が原駅周辺リノベーションプロジェクト）が計画されている。さらに、当駅周辺は2013年（平成25年）度に国土交通省の「住宅団地型既存住宅流通促進モデル事業」に採択されており（同グループではこの事業への取り組みを「みなまきみらいプロジェクト」と呼称している）、その際に実施された周辺住民へのアンケート調査結果なども参考にしながら整備を進めていく方針である。
計画ではまず、「そうてつローゼン南まきが原店」をそれまで駐車場となっていた敷地に移転（移転までは旧店舗で営業を継続）し、同店舗跡の敷地を含むショッピングエリア「まきが原ライフ」（正式名称は「まきが原ショッピングプラザ相鉄ライフ」、そうてつローゼン・ハックドラッグ・りそな銀行ATM以外の店舗は2015年7月20日に全店営業終了）や「旧YMCA 南万騎が原校」の建物を解体（再開発の対象エリアは駅周辺約2万平方メートル）、跡地には従来のまきが原ライフに代わる商業エリアを整備し専門店などを誘致するほか、住宅エリア（賃貸・分譲・高齢者向け集合住宅）や駅前広場、駐車場の整備にも着手するとしている。
2015年9月11日に新たな商業エリア「相鉄ライフ 南まきが原」の第1期として「そうてつローゼン南まきが原店」が移転オープン、さらに2016年4月28日には第2期としてドラッグストア、ベーカリー・カフェ、クリニック・病児保育施設、クリーニング、美容室など生活支援機能を担う施設（11店舗）がオープンしている（※クリニック・調剤薬局・病児保育施設は同年5月以降オープン）。また周囲に配置されている住宅エリアでは、2017年に賃貸マンション「KNOCKS みなまきみらい」（認可保育園・学童クラブ併設）とサービス付き高齢者向け住宅「グランドマストみなまきみらい」（デイサービス・訪問介護事業所併設）が完成、さらに2018年度には分譲マンション「グレーシアみなまきみらい」も完成し、これを以て駅周辺における一連の再開発事業は完了を迎えている。
相鉄ライフ 南まきが原

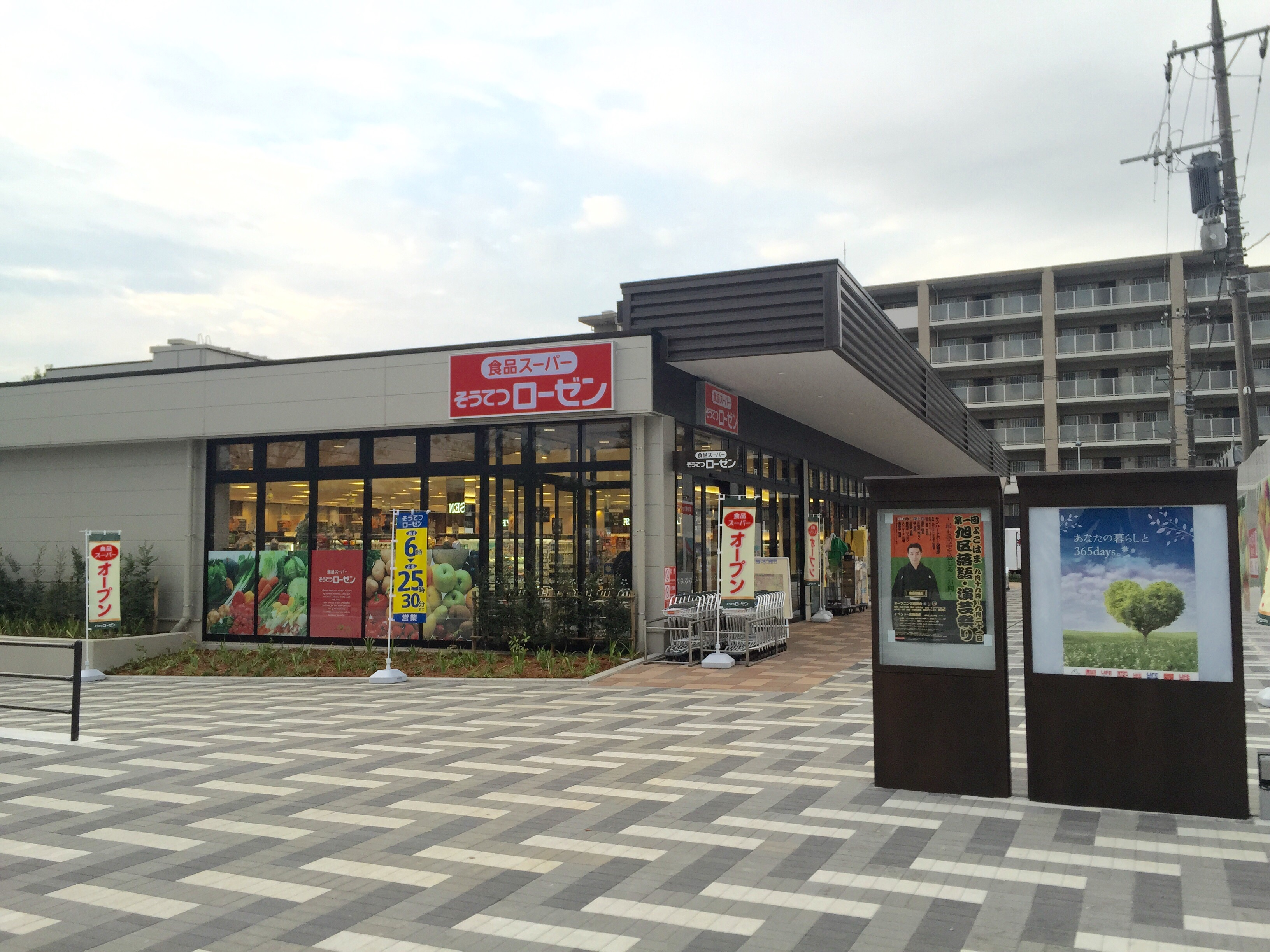
相鉄ライフ 南まきが原内のそうてつローゼン（2015年9月）
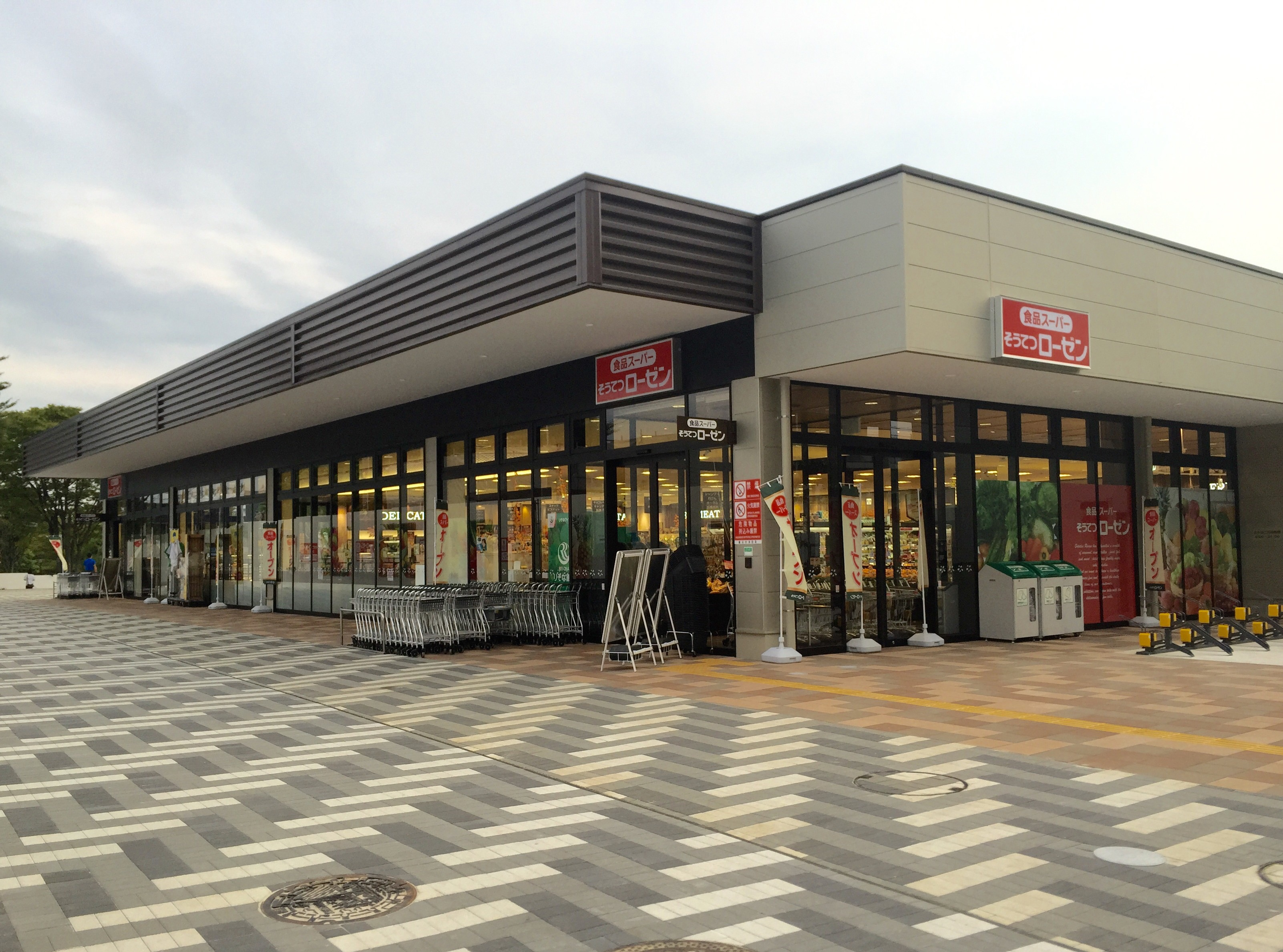
同じくそうてつローゼンを南側より撮影（2015年9月）
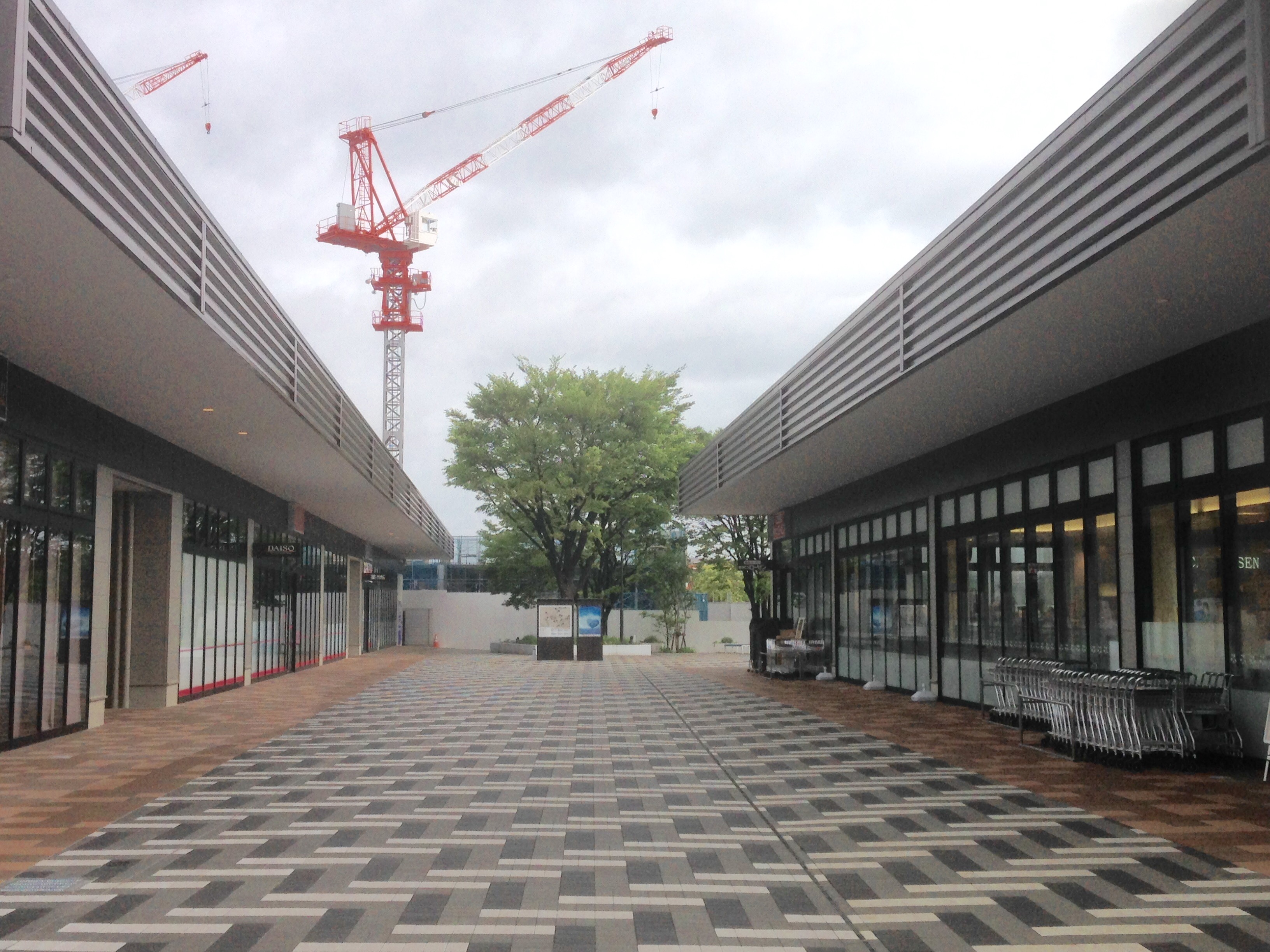
右が第1期開業のそうてつローゼン、左が第2期開業施設、奥が建設中の賃貸マンション（2016年5月）

旧まきが原ライフ（※ 現在は閉鎖・撤去済み）

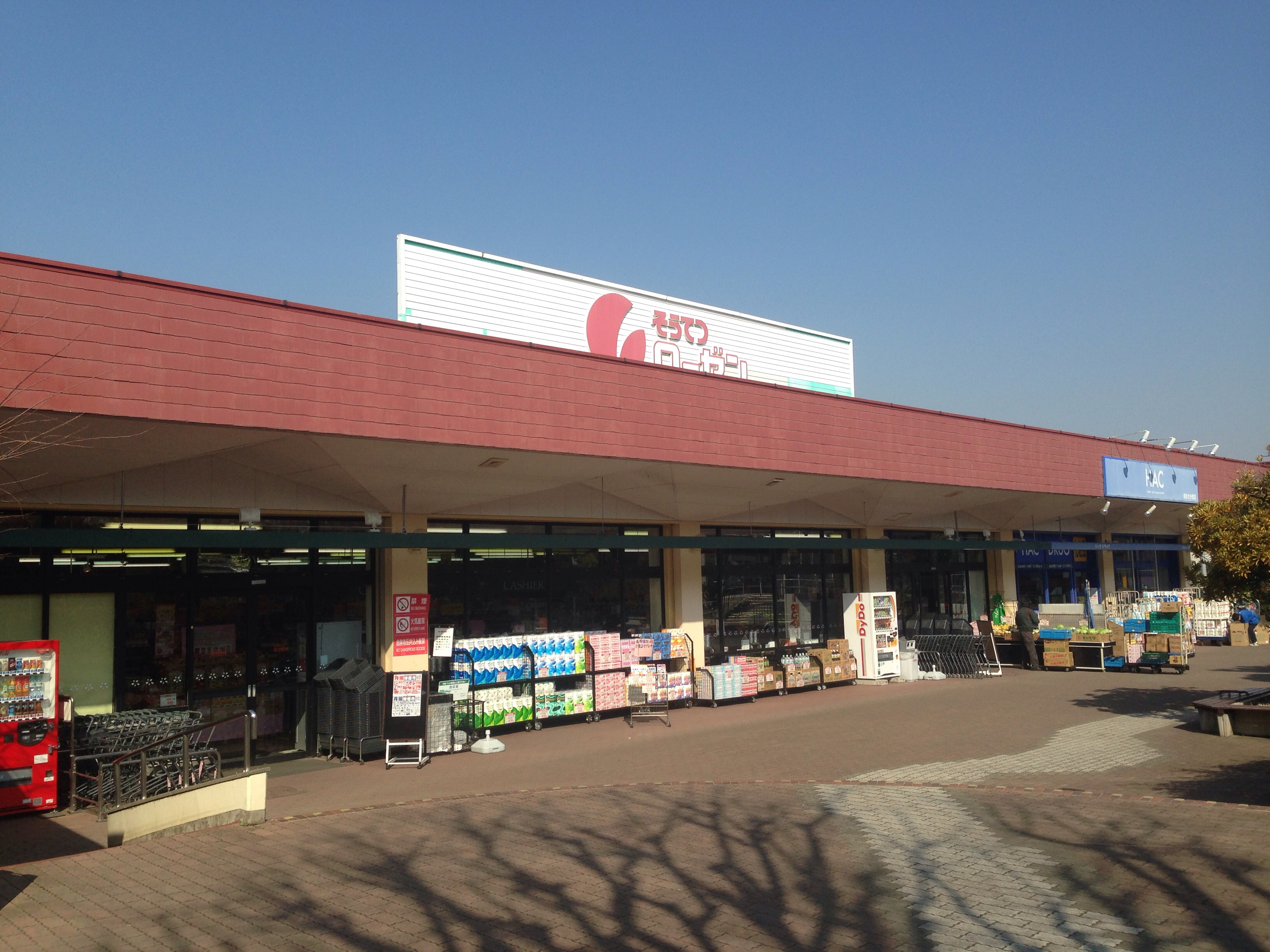
旧まきが原ライフ内のそうてつローゼン（2014年3月）
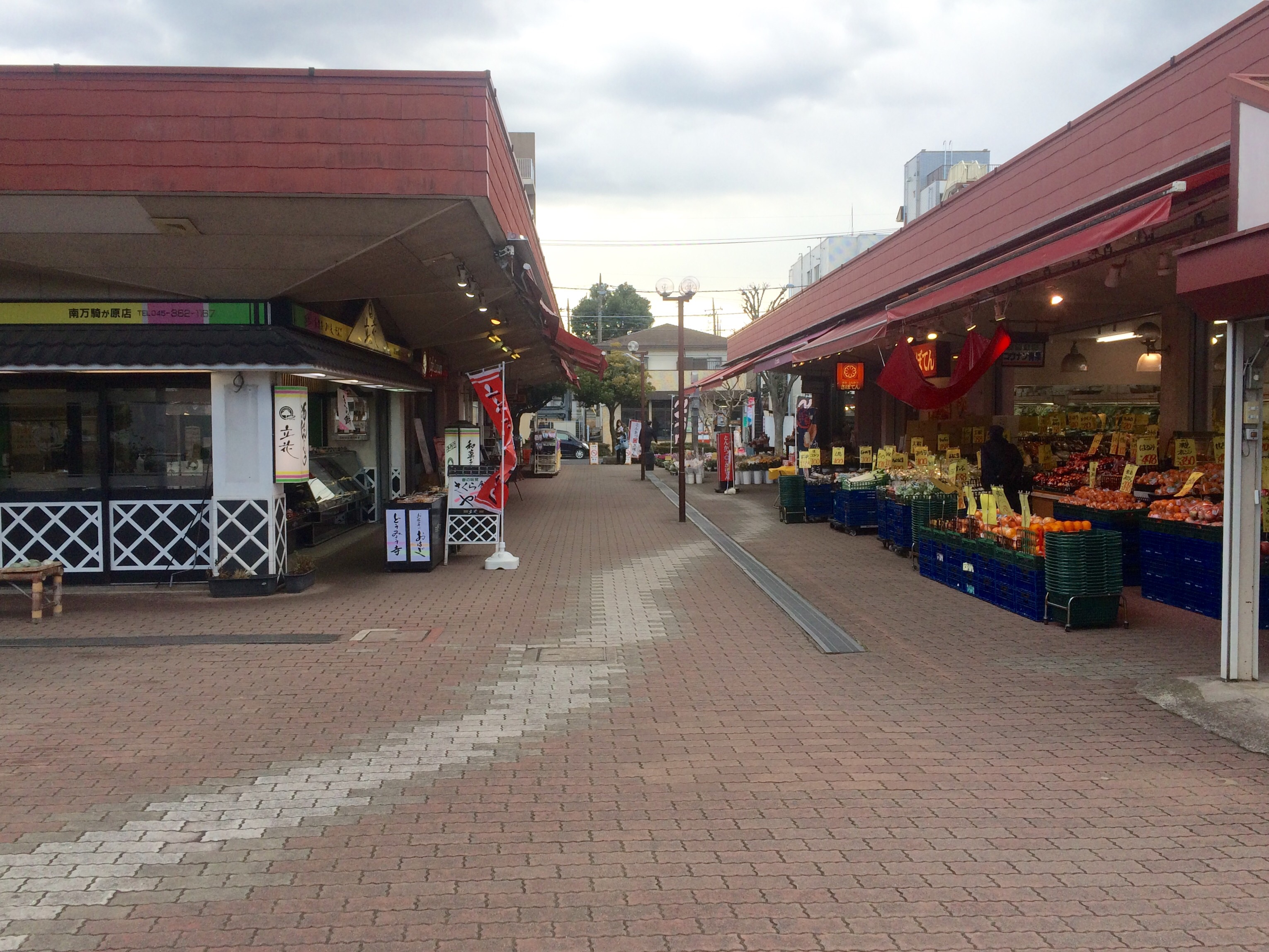
旧まきが原ライフ内の商店（2015年2月）
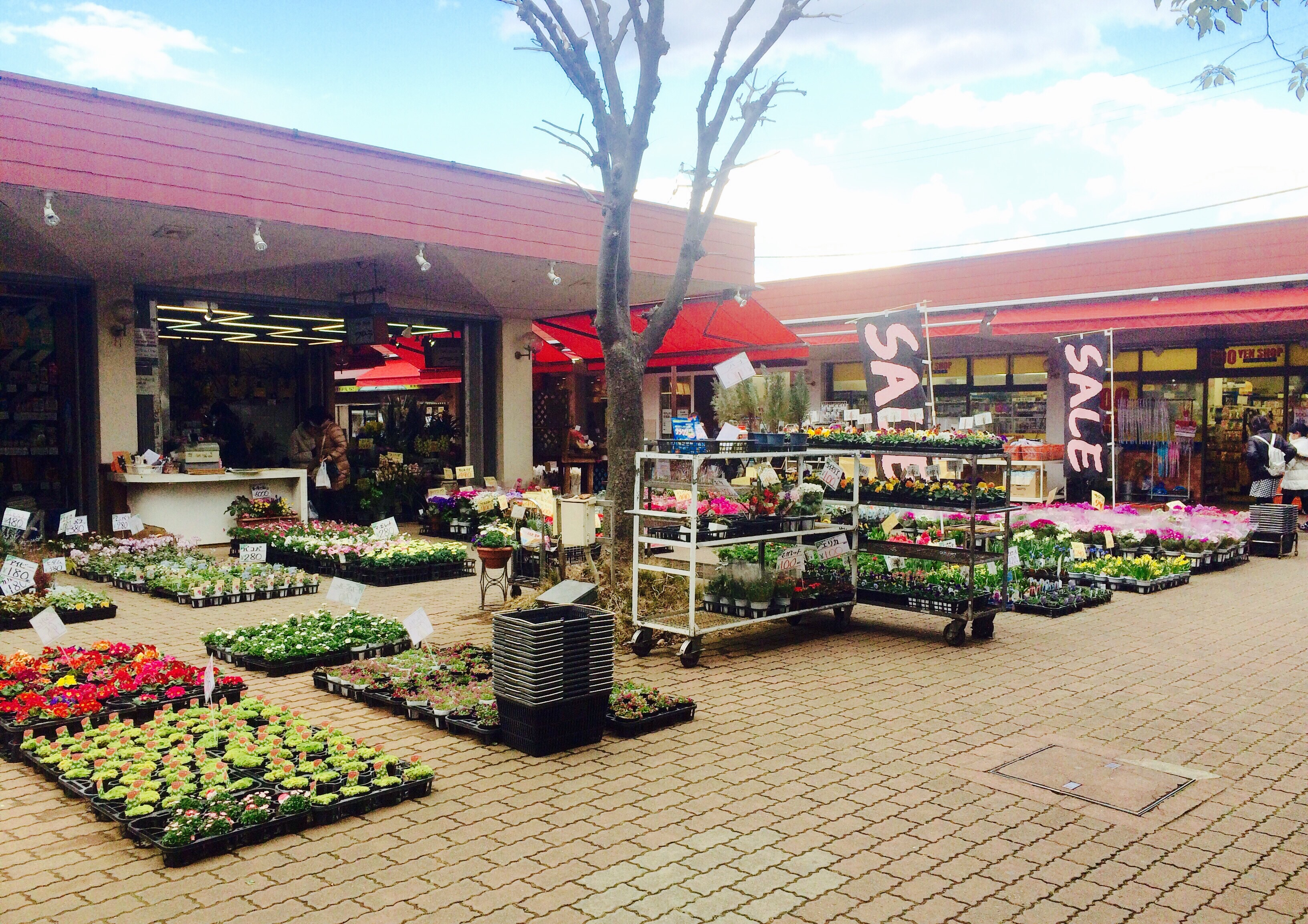
旧まきが原ライフ内のフラワーショップ（2015年2月）

### 主な周辺施設
- 相鉄ライフ 南まきが原 - 店舗などの詳細は「公式サイト」を参照[22]。
  - そうてつローゼン 南まきが原店
  - ハックドラッグ 南まきが原店
  - ダイソー 相鉄ライフ南まきが原店
  - その他、クリニックや美容室など
- 旧まきが原ライフ（相鉄ライフ まきが原ショッピングプラザ） [15]）
  - ハックドラッグ南まきが原店
  - こども図書館
- 柏町市民の森
- こども自然公園
- 横浜地方法務局旭出張所
- 南万騎が原駅前郵便局
- 横浜市立万騎が原小学校
- 横浜市立さちが丘小学校
- 横浜市立善部小学校
- 横浜市立万騎が原中学校

## バス路線
最寄りの停留所は、駅南側の道路にある「南万騎が原駅」である。以下の路線が相鉄バスにより運行されている。なお、かつて同停留所を経由する路線は旭19系統（二俣川駅南口および緑園都市駅行、平日・土曜に各1本）のみであったが、2016年7月4日より旭89系統および99系統（二俣川駅南口〜希望ヶ丘駅間の路線において、さちが丘陸橋付近の渋滞回避を目的に新設）が朝の時間帯に経由している。さらに2019年3月11日には系統の路線改定が実施されている。
- 二俣川駅南口方面

  - <旭19・旭89> 二俣川駅南口行（6時台〜8時台/14時台〜20時台）
  - <旭26> 万騎が原循環経由二俣川駅南口行（9時台〜14時台）
- 希望ヶ丘駅方面
  - <旭26・旭99> 希望ヶ丘駅行（5時台〜14時台）
  - <旭89> 隼人中学・高校経由希望ヶ丘駅行（14時台〜20時台）
- 緑園都市駅方面
  - <旭19> 緑園都市駅行 ※平日の夕方に1本のみ

過去の路線
- 2015年12月1日から社会実験により3か月間、同停留所も経由する「二俣川駅南口〜緑園都市駅〜緑園地区循環〜緑園都市駅」間の路線バスが開設された[25]。

## ドラマ・映画等の撮影
ここでは南万騎が原駅構内とその周辺の関連施設において撮影されたものについて記す。
ドラマ
- 逃げるは恥だが役に立つ…主人公である津崎平匡の自宅の最寄り駅として登場した。
- マルホの女
- 早春スケッチブック

映画
- at Home

コマーシャル (CM)
- JT「Roots」
- 任天堂「Wii U」

その他
- 清水翔太 音楽プロモーションビデオ

## その他
- 旭区発足40周年記念として、2009年7月13日から「A列車で行こう」を列車接近メロディとして試行導入していた[27]。

## 隣の駅
相模鉄道
 相鉄いずみ野線
■特急・■通勤特急（平日上りのみ運転）
通過
■通勤急行（平日上りのみ運転）・■快速・■各駅停車
二俣川駅 (SO10) - 南万騎が原駅 (SO31) - 緑園都市駅 (SO32)

#### 記事本文の出典
1. ↑  『鉄道ジャーナル』第33巻第4号、鉄道ジャーナル社、1999年4月、85頁。
2. 1 2 3 4  “南万騎が原駅の新駅舎使用開始”. 交通新聞 (交通新聞社):  p. 1. (2001年2月21日)
3. ↑  “南万騎が原駅のホームドアの運用を開始します”.   相模鉄道 (2022年11月21日). 2022年11月21日時点のオリジナルよりアーカイブ。2023年8月2日閲覧。
4. ↑  はま旅Vol.111「南万騎が原」（はまれぽ.com 2013年5月17日）
5. ↑  鉄道ピクトリアル1973年11月号
6. ↑  “南万騎が原 駅構内マップ”.   相模鉄道. 2023年6月5日閲覧。
7. ↑  柏町に市民の森 12月上旬から着工予定（タウンニュース<旭区版> 2014年11月6日号）
8. ↑  処分地管理課 神明台処分地（横浜市資源循環局）
9. ↑  いずみ野フォンテ 36年の歴史に幕 3月末で営業終了（タウンニュース<泉区版> 2014年3月27日号）
10. 1 2 3  相鉄いずみ野線南万騎が原駅前で再開発事業に着手 先行してスーパーのリニューアルオープンを平成２７年（２０１５年）夏に予定 (PDF) （株式会社相鉄アーバンクリエイツ 2015年1月15日）
11. 1 2 3 4  次世代の郊外住宅地のモデルとなるまちづくりを目指し 「南万騎が原駅周辺リノベーションプロジェクト」が本格始動！  (PDF) （横浜市/相鉄グループ 2015年9月2日）
12. 1 2  みなまきみらいプロジェクト（相鉄グループ）
13. ↑  まきが原 相鉄ライフ（株式会社相鉄ビルマネジメント：運営施設、2014年1月16日時点のアーカイブ〈Wayback Machine〉）
14. ↑  SOTETSU GROUP HAND BOOK（相鉄グループ要覧 2018-2019） (PDF)
15. 1 2  【イベント】35年間ありがとう企画 後半(6/28～)内容発表!（「まきが原 相鉄ライフ」 公式ページ内、2015年7月2日閲覧 (同日付のウェブ魚拓キャッシュ)）
16. 1 2  南万騎が原駅前再開発　相鉄アーバンが商業、住宅エリア整備（神奈川新聞：カナロコ 2015年1月17日）
17. ↑  相鉄グループ 南万騎が原駅前を再開発 経済 ローゼンは今夏、先行開業（タウンニュース<旭区版> 2015年2月5日号）
18. ↑  「そうてつローゼン南まきが原店」 9月11日(金) 9時オープンのお知らせ (PDF) （相鉄ローゼン株式会社 2015年9月2日）
19. ↑  4月28日（木）、相鉄いずみ野線南万騎が原駅前に商業施設「相鉄ライフ 南まきが原」をオープン (PDF) （株式会社相鉄アーバンクリエイツ/株式会社相鉄ビルマネジメント 2016年4月21日）
20. ↑  横浜市と相鉄が協働で進める南万騎が原駅前の再開発とは?（はまれぽ.com 2015年9月15日）
21. ↑  グレーシアみなまきみらい公式サイト：まちづくり
22. ↑  “相鉄ライフ 南まきが原”. 相鉄ライフ. 2025年2月18日閲覧。
23. ↑  平成28年7月4日 旭営業所における停留所新設および系統新設について（相鉄グループ：バスに関するお知らせ 2016年6月22日）
24. ↑  二俣川駅南口・希望ヶ丘駅・緑園都市駅発着系統の路線改定のお知らせ（相鉄グループ：バスに関するお知らせ 2019年2月28日）
25. ↑  緑園地区循環の実証運行について（相鉄グループ：バスに関するお知らせ 2015年11月20日）
26. ↑  相鉄グループのロケレーションガイド｜受注実績
27. ↑  「旭区誕生40周年、旭ジャズまつり20回開催を記念して相鉄線4駅で「JAZZ」駅メロディを試験導入」 (PDF) （相模鉄道 2009年7月17日）

#### 利用状況の出典
私鉄の1日平均利用客数
1. 1 2 3  相鉄グループ要覧2025-2026 (PDF) (Report). p. 69. 2025年8月7日時点のオリジナル (pdf)よりアーカイブ. 2025年8月7日閲覧.
2. ↑  相鉄グループ要覧2019-2020 (PDF) (Report). p. 16. 2023年10月22日時点のオリジナル (pdf)よりアーカイブ. 2023年10月22日閲覧.
3. ↑  相鉄グループ要覧2020-2021 (PDF) (Report). p. 17. 2020年9月27日時点のオリジナル (pdf)よりアーカイブ. 2023年10月22日閲覧.
4. ↑  相鉄グループ要覧2021-2022 (PDF) (Report). p. 19. 2021年12月1日時点のオリジナル (pdf)よりアーカイブ. 2023年10月22日閲覧.
5. ↑  相鉄グループ要覧2022-2023 (PDF) (Report). p. 18. 2023年10月22日時点のオリジナル (pdf)よりアーカイブ. 2023年10月22日閲覧.
6. ↑  相鉄グループ要覧2023-2024 (PDF) (Report). p. 69. 2023年10月22日時点のオリジナル (pdf)よりアーカイブ. 2023年10月22日閲覧.
7. ↑  相鉄グループ要覧2024-2025 (PDF) (Report). p. 69. 2024年8月3日時点のオリジナル (pdf)よりアーカイブ. 2024年8月3日閲覧.

私鉄の統計データ
1. ↑  レポート - 関東交通広告協議会
2. ↑  神奈川県県勢要覧 - 神奈川県
3. ↑  横浜市統計書 - 横浜市

神奈川県県勢要覧
1. 1 2  平成13年 (PDF)  - 227ページ
2. ↑  平成14年 (PDF)  - 225ページ
3. ↑  平成15年 (PDF)  - 225ページ
4. ↑  平成16年 (PDF)  - 225ページ
5. ↑  平成17年 (PDF)  - 227ページ
6. ↑  平成18年 (PDF)  - 227ページ
7. ↑  平成19年 (PDF)  - 229ページ
8. ↑  平成20年 (PDF)  - 233ページ
9. ↑  平成21年 (PDF)  - 243ページ
10. ↑  平成22年 (PDF)  - 241ページ
11. ↑  平成23年 (PDF)  - 241ページ
12. ↑  平成24年 (PDF)  - 237ページ
13. ↑  平成25年 (PDF)  - 239ページ
14. ↑  平成26年 (PDF)  - 241ページ
15. ↑  平成27年 (PDF)  - 241ページ
16. ↑  平成28年 (PDF)  - 249ページ
17. ↑  平成29年 (PDF)  - 241ページ
18. ↑  平成30年 (PDF)  - 225ページ
19. ↑  令和元年 (PDF)  - 225ページ
20. ↑  令和2年 (PDF)  - 225ページ
21. ↑  令和3年 (PDF)  - 217ページ
22. ↑  令和4年 (PDF)  - 221ページ
23. ↑  令和5年 (PDF)  - 201ページ

横浜市統計書 9運輸　-鉄道、軌道駅別利用人員
1. 1 2 3 4 5 6 7 8 9 10 11 12 13 14 15 16 17 18 19  相模鉄道線乗降車人員-横浜市